# Mアカデミー
Mアカデミー(ハングル: M아카데미）は、韓国の首都ソウル特別市に所在していた芸能養成施設である。

## 概要
音楽、演劇、映画の人材養成施設である。ケーブルテレビ局「Mnet」などを経営するCJ E&Mと、日光グループ傘下の芸能事務所であるPolarisエンターテインメントが共同投資した会社が運営している。運営会社は、2012年7月16日に設立され 、同年10月10日にMアカデミーの設立式が開催された。設立式では、CJ E&Mのアン・ソクジュ（안석준）代表、日光グループ創業者イ・ギュテ（이규태）会長、イ・ギュテの長男イ・ジョンミョン（이종명）・Polarisエンターテインメント代表（いずれも当時の肩書）などが出席した。設立当時の副院長は、Polarisの看板歌手だったキム・ボムスだった。
設立時の会社名は「ポラリスエムネット（Polaris Mnet、폴라리스엠넷）」だったが、2018年9月20日の臨時株主総会で「ピエナルクエイティブ（비앤알크리에이티브）」に改称した。2018年時点の代表理事はイ・ジョンミョンである。
Mアカデミー出身者は、Polarisからデビューした、Ladies' Code メンバーのアシュリー、ソジョン、ジュニ。Polaris傘下のBlockberry Creativeからデビューした、今月の少女メンバーのヒョンジンを除けば、他事務所からデビューした者が多い。Mnetのオーディション番組「PRODUCE 101」シーズン1（2016年）で結成された、期間限定グループI.O.Iのメンバーだったヨンジョン（のちに宇宙少女）も出身者である。
Mアカデミーの同窓である今月の少女のヒョンジンと、DIAのジュウンが、一緒に写った画像が公開されたことがある。
親会社Polarisの経営悪化で、現在は閉鎖されている。

## 出身者
YouTubeの公式紹介動画から引用した。
- アシュリー（Ladies' Code)
- ソジョン（Ladies' Code)
- ジュニ（Ladies' Code)
- ヒョンジン（今月の少女）
- ヨンジョン（I.O.I→宇宙少女）
- ウンチェ（DIA）
- ジュウン（DIA）
- ジュイ（MOMOLAND）
- スンミン（Stray Kids）
- Punch（英語版）（펀치、ソロ歌手）
- ジニ（GOOD DAY）
- ソル（P.O.P）
- ミンソ（FLASHE）
- イ・サンフン（HOONS）